# Acalolepta speciosa
Acalolepta speciosa là một loài bọ cánh cứng trong họ Cerambycidae.